# 布赖昂瓦勒
布赖昂瓦勒（法語：Bray-en-Val，法語發音：[bʁɛ ɑ̃ val]，意为“谷地的布赖”）是法国卢瓦雷省的一个旧市镇，位于该省中南部，属于奥尔良区。2017年1月1日，布赖昂瓦勒和相邻的圣艾尼昂德盖合并为新市镇布赖-圣艾尼昂（Bray-Saint-Aignan），布赖昂瓦勒为政府驻地。

## 地理
布赖昂瓦勒（47°49'47"N, 2°22'0"E）面积22.32 平方千米，位于法国中央-卢瓦尔河谷大区卢瓦雷省，该省份为法国中北部省份，北起埃松省，西北接厄尔-卢瓦省，西南接卢瓦-谢尔省，南至涅夫勒省和谢尔省，东临约讷省，东北接塞纳-马恩省。
与布赖昂瓦勒接壤的市镇（或旧市镇、城区）包括：博内、莱博尔德、布济拉福雷、洛里斯、圣艾尼昂德盖、卢瓦尔河畔圣伯努瓦、茹德里河畔维埃耶迈松。
布赖昂瓦勒的时区为UTC+01:00、UTC+02:00（夏令时）。

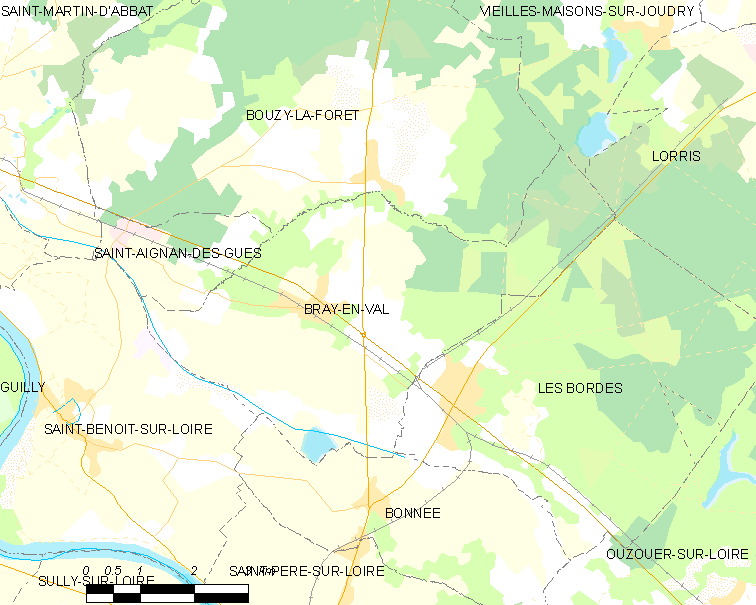
布赖昂瓦勒的OSM定位图

## 行政
布赖昂瓦勒的邮政编码为45460，INSEE市镇编码为45051。

## 政治
布赖昂瓦勒所属的省级选区为卢瓦尔河畔叙利县。

## 人口

1962-2008年间布赖昂瓦勒人口变化图示

布赖昂瓦勒于2018年1月1日时的人口数量为1443人。